# Erhard I. von Chacenay
Erhard I. von Chacenay (franz.: Érard de Chacenay; † 1191 vor Akkon) war ein Burgherr von Chacenay (Haus Chacenay) in der Champagne. Er war ein Sohn des Jakob von Chacenay († ~1152/58) und der Agnes von Brienne.
Mit seinem älteren Bruder Thomas wird Erhard I. erstmals 1158 urkundlich erwähnt. Zunächst übernahm Thomas nach dem Tod des Vaters die Herrschaft auf Burg Chacenay, doch nachdem er 1179 gestorben war, konnte Erhard I. sie übernehmen, obwohl der ältere Bruder noch einen Sohn hatte. Kurz darauf brach er erstmals auf eine bewaffnete Pilgerfahrt in das heilige Land auf, von der er spätestens 1183 zurückkehrte. Im Jahr 1189 bekundete Erhard seine Teilnahme zum dritten Kreuzzug. Er gehörte dem Vorauskommando der französischen Kreuzritter an, das von seinem Lehnsherrn, Graf Heinrich II. von Champagne, im Sommer 1190 nach Outremer geführt wurde. Ebenso wie seine Vettern Anséric II. von Montréal und Johann I. von Arcis starb Erhard 1191 während der Belagerung von Akkon.
Érard I. war zwei Mal verheiratet, zunächst mit einer Frau namens Mathilde, die vermutlich eine Tochter des Gottfried III. von Donzy (Haus Semur) war. Bis spätestens zum Jahr 1183 muss sie gestorben sein, da ab diesem Jahr eine Felicite als seine Frau genannt wird. Wer die Mutter seiner Kinder war, ist unklar:
- Jakob († um 1191).
- Erhard II. († 1236), Herr von Chacenay.
- Clementia, ⚭ mit Odo II. von Grancey.

## Weblink
- SEIGNEURS de CHACENAY bei fmg.ac

| Personendaten    | Personendaten                                          |
| ---------------- | ------------------------------------------------------ |
| NAME             | Erhard I. von Chacenay                                 |
| ALTERNATIVNAMEN  | Érard de Chacenay                                      |
| KURZBESCHREIBUNG | Burgherr von Chacenay (Haus Chacenay) in der Champagne |
| GEBURTSDATUM     | 12. Jahrhundert                                        |
| STERBEDATUM      | 1191                                                   |
| STERBEORT        | Akkon                                                  |